# ماريان س. براون
ماريان س. براون (بالإنجليزية: Marianne C. Brown)‏ هي سيدة أعمال أمريكية، ولدت في 1959 في بروكلين في الولايات المتحدة.